# Colonia Valdense
Colonia Valdense – miasto w Urugwaju, w departamencie Colonia.